# Бошьян, Геворг Мнацаканович
Гево́рг Мнацака́нович (Мначаха́нович) Бошья́н (2 [15] декабря 1908, Караклис, Кавказское наместничество — 11 декабря 1998, Москва) — советский учёный в области ветеринарной санитарии и микробиологии. Депутат Верховного Совета РСФСР III созыва.

## Биография
До 1949 года заведовал отделом биохимии и микробиологии Всесоюзного института экспериментальной ветеринарии (ВИЭВ). C 1949 возглавлял лабораторию по изучению изменчивости микробов.
18 февраля 1951 года был избран депутатом Верховного Совета РСФСР III созыва от Ухтомского избирательного округа Московской области.

## Научные взгляды
Разработал не подтвердившееся на практике учение о кристаллизации бактерий, о возникновении микробов из кристаллов, а также из других неорганических жидкостей, в том числе лечебных сывороток и вакцин.

## Критика
Профессор Яков Львович Рапопорт высказывался о псевдонаучной деятельности Бошьяна так:

Ярким примером могут служить научные открытия мистификатора Бошьяна. По его утверждению, он «открыл закономерности превращения вирусов в визуальную бактериальную форму, а также превращения их в кристаллическую форму, способную к дальнейшей вегетации». Автор провозгласил свои открытия революцией в микробиологии и в других областях биологии. Однако быстро было установлено, что все его «открытия» — плод глубочайшего общего невежества и элементарного пренебрежения техникой бактериологического исследования, необходимость соблюдения которых известна даже школьникам. Попервоначалу, до разоблачения Бошьяна как мистификатора и невежды, его «открытие» произвело оглушающее впечатление в стиле «открытий» Лысенко и Лепешинской. <…> Карьера его закончилась лишением его всех присвоенных ему учёных степеней и званий.— Рапопорт Я. Л. На рубеже двух эпох. Дело врачей 1953 года